# 1999-es férfi röplabda-Európa-bajnokság
Az 1999-es férfi röplabda-Európa-bajnokságot 1999. szeptember 7. és szeptember 12. között Ausztriában rendezték, Bécsben és Bécsújhelyen. Ez volt a 21. férfi röplabda-Eb. A tornán 8 csapat vett részt, az Eb-t Olaszország nyerte.

## Lebonyolítás
A 8 csapatot 2 darab, 4 csapatos csoportba sorsolták. A csoportokban körmérkőzések döntötték el a csoportok végeredményét. A csoportokból az első két helyezett jutott az elődöntőbe. Az elődöntők győztesei játszották a döntőt, a vesztesek a bronzéremért mérkőzhettek.

## Csoportkör
| Jelmagyarázat                                                              |
| -------------------------------------------------------------------------- |
| A csoportok első két helyezettje bejutott az elődöntőbe.                   |
| A csoportok harmadik és negyedik helyezettjei az 5–8. helyért játszhattak. |

### A csoport
|             |      | Mérkőzések | Mérkőzések | Szettek | Szettek | Szettek | Pontok | Pontok | Pontok |
| Csapat      | Pont | Gy         | V          | Sz+     | Sz–     | SzA     | P+     | P–     | PA     |
| ----------- | ---- | ---------- | ---------- | ------- | ------- | ------- | ------ | ------ | ------ |
| Oroszország | 6    | 3          | 0          | 9       | 2       | 4,500   | 266    | 216    | 1,231  |
| Olaszország | 5    | 2          | 1          | 7       | 3       | 2,333   | 233    | 209    | 1,115  |
| Bulgária    | 4    | 1          | 2          | 4       | 6       | 0,667   | 219    | 229    | 0,956  |
| Ausztria    | 3    | 0          | 3          | 0       | 9       | 0,000   | 161    | 225    | 0,716  |

| 1999. szeptember 7. | Olaszország           | 3–0 | Ausztria |  |
| 1999. szeptember 7. | (25–12, 25–16, 25–19) |     |          |  |

| 1999. szeptember 7. | Oroszország                  | 3–1 | Bulgária |  |
| 1999. szeptember 7. | (27–25, 17–25, 25–13, 25–16) |     |          |  |

| 1999. szeptember 8. | Olaszország           | 3–0 | Bulgária |  |
| 1999. szeptember 8. | (25–21, 25–21, 25–23) |     |          |  |

| 1999. szeptember 8. | Oroszország           | 3–0 | Ausztria |  |
| 1999. szeptember 8. | (25–19, 25–13, 25–22) |     |          |  |

| 1999. szeptember 9. | Bulgária              | 3–0 | Ausztria |  |
| 1999. szeptember 9. | (25–22, 25–23, 25–15) |     |          |  |

| 1999. szeptember 9. | Oroszország                  | 3–1 | Olaszország |  |
| 1999. szeptember 9. | (25–20, 22–25, 25–18, 25–20) |     |             |  |

### B csoport
|               |      | Mérkőzések | Mérkőzések | Szettek | Szettek | Szettek | Pontok | Pontok | Pontok |
| Csapat        | Pont | Gy         | V          | Sz+     | Sz–     | SzA     | P+     | P–     | PA     |
| ------------- | ---- | ---------- | ---------- | ------- | ------- | ------- | ------ | ------ | ------ |
| Jugoszlávia   | 5    | 2          | 1          | 7       | 5       | 1,400   | 288    | 247    | 1,166  |
| Csehország    | 5    | 2          | 1          | 7       | 7       | 1,000   | 295    | 314    | 0,939  |
| Franciaország | 4    | 1          | 2          | 6       | 6       | 1,000   | 262    | 286    | 0,916  |
| Hollandia     | 4    | 1          | 2          | 5       | 7       | 0,714   | 278    | 276    | 1,007  |

| 1999. szeptember 7. | Jugoszlávia                  | 3–1 | Csehország |  |
| 1999. szeptember 7. | (25–20, 25–14, 24–26, 25–22) |     |            |  |

| 1999. szeptember 7. | Franciaország         | 3–0 | Hollandia |  |
| 1999. szeptember 7. | (26–24, 27–25, 30–28) |     |           |  |

| 1999. szeptember 8. | Jugoszlávia                  | 3–1 | Franciaország |  |
| 1999. szeptember 8. | (25–12, 25–17, 25–27, 25–17) |     |               |  |

| 1999. szeptember 8. | Csehország                          | 3–2 | Hollandia |  |
| 1999. szeptember 8. | (19–25, 25–20, 17–25, 25–23, 18–16) |     |           |  |

| 1999. szeptember 9. | Csehország                          | 3–2 | Franciaország |  |
| 1999. szeptember 9. | (26–24, 25–19, 20–25, 23–25, 15–13) |     |               |  |

| 1999. szeptember 9. | Jugoszlávia                  | 1–3 | Hollandia |  |
| 1999. szeptember 9. | (25–17, 21–25, 21–25, 22–25) |     |           |  |

## Helyosztók

### Az 5–8. helyért
| 1999. szeptember 11. | Hollandia             | 3–0 | Bulgária |  |
| 1999. szeptember 11. | (25–17, 25–19, 25–18) |     |          |  |

| 1999. szeptember 11. | Franciaország         | 3–0 | Ausztria |  |
| 1999. szeptember 11. | (25–15, 25–23, 27–25) |     |          |  |

### Elődöntők
| 1999. szeptember 11. | Jugoszlávia                  | 1–3 | Olaszország |  |
| 1999. szeptember 11. | (17–25, 22–25, 26–24, 22–25) |     |             |  |

| 1999. szeptember 11. | Oroszország           | 3–0 | Csehország |  |
| 1999. szeptember 11. | (25–21, 25–15, 25–13) |     |            |  |

### A 7. helyért
| 1999. szeptember 12. | Bulgária              | 3–0 | Ausztria |  |
| 1999. szeptember 12. | (25–23, 25–19, 25–15) |     |          |  |

### Az 5. helyért
| 1999. szeptember 12. | Hollandia                           | 3–2 | Franciaország |  |
| 1999. szeptember 12. | (25–21, 23–25, 22–25, 25–23, 15–12) |     |               |  |

### Bronzmérkőzés
| 1999. szeptember 12. | Jugoszlávia           | 3–0 | Csehország |  |
| 1999. szeptember 12. | (25–17, 25–19, 25–23) |     |            |  |

### Döntő
| 1999. szeptember 12. | Olaszország                  | 3–1 | Oroszország |  |
| 1999. szeptember 12. | (19–25, 25–17, 25–22, 30–28) |     |             |  |

| Az 1999-es férfi röplabda-Európa-bajnokság győztese |
| --------------------------------------------------- |
| · Olaszország · 4. cím                              |

## Végeredmény
A hazai csapat eltérő háttérszínnel kiemelve.
| Helyezés |               |      | Mérkőzések | Mérkőzések | Szettek | Szettek | Szettek | Pontok | Pontok | Pontok |
| Helyezés | Csapat        | Pont | Gy         | V          | Sz+     | Sz–     | SzA     | P+     | P–     | PA     |
| -------- | ------------- | ---- | ---------- | ---------- | ------- | ------- | ------- | ------ | ------ | ------ |
| Arany    | Olaszország   | 9    | 4          | 1          | 13      | 5       | 2,600   | 431    | 388    | 1,111  |
| Ezüst    | Oroszország   | 9    | 4          | 1          | 13      | 5       | 2,600   | 433    | 364    | 1,190  |
| Bronz    | Jugoszlávia   | 8    | 3          | 2          | 11      | 8       | 1,375   | 450    | 405    | 1,111  |
| 4.       | Csehország    | 7    | 2          | 3          | 7       | 13      | 0,538   | 403    | 464    | 0,869  |
|          |               |      |            |            |         |         |         |        |        |        |
| 5.       | Hollandia     | 8    | 3          | 2          | 11      | 9       | 1,222   | 463    | 436    | 1,062  |
| 6.       | Franciaország | 7    | 2          | 3          | 11      | 9       | 1,222   | 445    | 459    | 0,969  |
| 7.       | Bulgária      | 7    | 2          | 3          | 7       | 9       | 0,778   | 348    | 361    | 0,964  |
| 8.       | Ausztria      | 5    | 0          | 5          | 0       | 15      | 0,000   | 281    | 377    | 0,745  |